# Komisje porządkowe cywilno-wojskowe
Komisje porządkowe cywilno-wojskowe – kolegialne organy administracji terenowej (o charakterze samorządowym) w Rzeczypospolitej Obojga Narodów.
Komisje porządkowe zostały powołane do życia przez Sejm Czteroletni i działały w latach 1789–1795. Składały się z komisarzy, wybieranych na dwuletnią kadencję na sejmikach gospodarczych przez szlachtę danego obszaru, a po 1791 roku, kiedy uchwalono Prawo o miastach, także z trzech komisarzy miejskich. Ostatecznie ich skład wynosił szesnastu członków w Koronie Królestwa Polskiego i piętnastu w Wielkim Księstwie Litewskim. Powoływano je dla różnych jednostek podziału terytorialnego państwa: województw (np. Wielkopolska), ziem (np. Mazowsze), powiatów (Litwa i część Korony). Decyzje podejmowano w nich większością głosów, a minimalny skład potrzebny do działania wynosił trzy osoby.
Komisje porządkowe podlegały komisjom rządowym policji, skarbowej, wojskowej i edukacji, a także królowi w Straży Praw i sejmowi. Do ich kompetencji należał nadzór nad handlem, rzemiosłem, komunikacją, rolnictwem, opieką społeczną i ochroną przeciwpożarową, szkolnictwem, kontrola ruchu ludności, statystyka demograficzna, a także pobór podatków, rekrutacja poborowych, zakwaterowanie żołnierzy i ich zaopatrzenie, nadzór nad stanem dróg i mostów. W trybie sądowym Komisje orzekały w sprawach między wojskiem a cywilami. Przejęły tym samym kompetencje starostów (których urząd zlikwidowano), a także sejmików, jako urzędów samorządu lokalnego. Ogółem w Rzeczypospolitej powołano 72 komisje, z czego 49 w Koronie i 23 na Litwie. Należał do nich obowiązek zestawienia liczby osób uprawnionych do udziału w sejmikach i ich zapisanie w księdze ziemiańskiej, osobnej dla każdego powiatu i ziemi.
W roku 1792 większość Komisji zostało zlikwidowanych przez władze Konfederacji targowickiej, jednakże część z nich wznowiła swoją działalność podczas insurekcji kościuszkowskiej. Ostatecznie przetrwały do III rozbioru Polski (w 1795).